# Diparinae
La sottofamiglia Diparinae Thomson, 1876, è un raggruppamento di insetti della famiglia degli Pteromalidi (Hymenoptera: Chalcidoidea) comprendente specie presumibilmente parassitoidi.

## Morfologia
I Diparini sono caratterizzati dalle lunghe setole sparse sul capo e sul torace delle femmine. I maschi hanno lunghe antenne con flagello composto da 10 articoli, lunghi e sottili, provvisti di setole erette. La clava non è differenziata.
Il mesotorace ha i notauli completi. Le femmine sono spesso attere o microttere. Il primo tergite del gastro è molto sviluppato e di profilo convesso.

## Biologia
La biologia di questa sottofamiglia è sconosciuta. S'ipotizza che alcune specie siano associate a Coleotteri.

## Tassonomia
La sottofamiglia si suddivide in 16 generi, comprendenti 137 specie:
- Cerodipara Desjardins, 2007 - (genere monospecifico)
- Chimaerolelaps Desjardins, 2007 - (genere monospecifico)
- Conodipara Hedqvist, 1972 - (genere monospecifico)
- Conophorisca Hedqvist, 1969 - (3 specie)
- Dipara Walker, 1833 - (53 specie)
- Dozodipara Desjardins, 2007 - (genere monospecifico)
- Hedqvistina Koçak, Hüseyinoglu & Kemal, 2008 - (genere monospecifico)
- Lelaps Walker, 1843 - (44 specie)
- Mesolelaps Ashmead, 1901 - (genere monospecifico)
- Myrmicolelaps Hedqvist, 1969 - (4 specie)
- Neapterolelaps Girault, 1913 - (6 specie)
- Neolelaps Ashmead, 1901 - (2 specie)
- Netomocera Boucek, 1954 - (9 specie)
- Nosodipara Boucek, 1988 - (2 specie)
- Pseudoceraphron Dodd, 1924 - (6 specie)
- Pyramidophoriella Hedqvist, 1969 - (2 specie)